# (16477) 1990 QH5
A (16477) 1990 QH5 a Naprendszer kisbolygóövében található aszteroida. Henry E. Holt fedezte fel 1990. augusztus 25-én.